# Matilde Alsaker Rogde
Matilde Alsaker Rogde (16 settembre 2000) è una calciatrice norvegese, difensore del Rosenborg.